# Azzan ibn Qays
Azzan ibn Qays al Bu Said, död 30 januari 1871 i strid mot Turki ibn Said, var son till Qays ibn Azzan, som i sin tur var en sonsons son till Ahmad ibn Said. Azzan ibn Qays var Omans sultan 1868–1871.